# Erdmuthe di Dietrichstein-Nikolsburg
Erdmuthe di Dietrichstein-Nikolsburg, detta Erdmunda (all'anagrafe Erdmuthe Maria Theresia; 17 aprile 1662 – Vienna, 15 o 16 marzo 1737), è stata principessa consorte del Liechtenstein dal 1684 al 1712, come moglie di Giovanni Adamo I.

## Biografia

### Gioventù
La contessa Erdmunda nacque nel 1662, quarta figlia del principe Ferdinando Giuseppe di Dietrichstein e di Maria Elisabetta di Eggenberg. Venne cresciuta ed educata a Brno e Nikolsburg.
Nel 1676 entrò al servizio dell'imperatrice Eleonora come dama di compagnia. Raggiungendo il rango di Kammerfräulein poté avere libero accesso alla camera da letto della sovrana.
Il 13 o il 16 febbraio 1681 sposò nella chiesa di San Michele a Vienna il cugino Giovanni Adamo del Liechtenstein. Dopo le nozze ebbe il privilegio di poter visitare la corte imperiale senza preavviso.

### Attività
In capacità economiche non fu inferiore a suo marito e, soprattutto tra il 1687 e il 1691, sono documentate ingenti somme di denaro a lei destinate. Fu una donna profondamente religiosa e nel settembre del 1706 e nel 1707 andò in pellegrinaggio a Mariazell.
Fu la diretta interessata di otto dei quarantaquattro paragrafi del testamento di Giovanni Adamo I, entrato in vigore il 17 giugno del 1712. Tra le altre cose, le lasciò gioielli, 50.000 fiorini renani e gli arredi delle residenze principesche. Inoltre, le sue cinque figlie furono obbligate a donarle ogni anno 12.000 fiorini per contribuire al suo mantenimento.
Dal 1726 circa fece edificare a Puchenstuben una chiesa dedicata a Sant'Anna, preoccupata perché gli abitanti del luogo dovevano raggiungere con difficoltà la distante chiesa di Frankenfels, per la mancanza di un sacerdote locale sin dai tempi della Riforma.

### Ultimi anni
Nel 1734 fece costruire per i poveri un ospedale a Judenau, territorio che il marito acquistò nel 1701 e che le lasciò anche con le proprietà di Dietersdorf, Kirchberg e Weißenburg. La sua eredità fu comunque oggetto di cause giudiziarie, ad esempio sul diritto di residenza suo e delle figlie presso il palazzo di famiglia a Herrengasse (Vienna).
Nel suo testamento, datato il 16 giugno 1735, lasciò alla chiesa di Vranov il proprio servizio d'argento, che destinò alla realizzazione di un tabernacolo e di due lampade, di cui una per la cripta principesca. I tre oggetti furono portati via con altri manufatti sacri con la soppressione del vicino monastero dei Paolotti (1784).
Nella cripta fece costruire anche un altare per il culto mariano, sotto il quale venne poi tumulata. Ebbe 62 funzionari e servitori nell'ultimo periodo di vita. Morì a Vienna il 15 o il 16 marzo 1737, all'età di 74 anni.

## Discendenza
Erdmuthe di Dietrichstein-Nikolsburg e Giovanni Adamo I del Liechtenstein ebbero cinque figli e sette figlie:
- Un figlio (1682);
- Maria Elisabetta (1683-1744);
- Carlo Giuseppe (1684-1704);
- Maria Antonia (1687-1750);
- Maria Anna (1688);
- Francesco Domenico (1689-1711);
- Gabriella (1692-1713);
- Maria Teresa (1694-1772);
- Antonio Maria Innocenzo Sigismondo (1696);
- Maria Margherita Anna (1697-1702);
- Maria Domenica (1698/99-1724);
- Giovanni Battista (1700).

## Ascendenza
|                                      |                              |                                                  | Genitori                            |  |  | Nonni |  |  | Bisnonni                   |  |  | Trisnonni              |  |
|                                      |                              |                                                  |                                     |  |  |       |  |  | Siegmund von Dietrichstein |  |  | Adam von Dietrichstein |  |
|                                      |                              |                                                  |                                     |  |  |       |  |  | Siegmund von Dietrichstein |  |  | Adam von Dietrichstein |  |
|                                      |                              | Margarita de Cardona                             |                                     |  |  |       |  |  | Siegmund von Dietrichstein |  |  |                        |  |
| Massimiliano di Dietrichstein        |                              |                                                  |                                     |  |  |       |  |  | Siegmund von Dietrichstein |  |  |                        |  |
|                                      |                              | Giovanna della Scala                             | Hans Warmund von der Leiter         |  |  |       |  |  |                            |  |  |                        |  |
|                                      |                              | Giovanna della Scala                             | Hans Warmund von der Leiter         |  |  |       |  |  |                            |  |  |                        |  |
|                                      |                              | Giovanna della Scala                             | Elisabeth von Thurn                 |  |  |       |  |  |                            |  |  |                        |  |
| Ferdinando Giuseppe di Dietrichstein |                              | Giovanna della Scala                             |                                     |  |  |       |  |  |                            |  |  |                        |  |
|                                      |                              | Carlo I del Liechtenstein                        | Hartmann II del Liechtenstein       |  |  |       |  |  |                            |  |  |                        |  |
|                                      |                              | Carlo I del Liechtenstein                        | Hartmann II del Liechtenstein       |  |  |       |  |  |                            |  |  |                        |  |
|                                      |                              | Carlo I del Liechtenstein                        | Anna Maria von Ortenburg            |  |  |       |  |  |                            |  |  |                        |  |
| Anna Maria del Liechtenstein         |                              | Carlo I del Liechtenstein                        |                                     |  |  |       |  |  |                            |  |  |                        |  |
|                                      |                              | Anna Maria Šemberová von Boskovic und Černá Hora | Jan Šembera z Boskovic              |  |  |       |  |  |                            |  |  |                        |  |
|                                      |                              | Anna Maria Šemberová von Boskovic und Černá Hora | Jan Šembera z Boskovic              |  |  |       |  |  |                            |  |  |                        |  |
|                                      |                              | Anna Maria Šemberová von Boskovic und Černá Hora | Anna Kragjrz z Kraigk               |  |  |       |  |  |                            |  |  |                        |  |
| Erdmuthe di Dietrichstein-Nikolsburg |                              | Anna Maria Šemberová von Boskovic und Černá Hora |                                     |  |  |       |  |  |                            |  |  |                        |  |
|                                      | Giovanni Ulrico di Eggenberg | Seyfried von Eggenberg                           |                                     |  |  |       |  |  |                            |  |  |                        |  |
|                                      | Giovanni Ulrico di Eggenberg | Seyfried von Eggenberg                           |                                     |  |  |       |  |  |                            |  |  |                        |  |
|                                      | Giovanni Ulrico di Eggenberg | Anna Benigna Galler von Schwanberg               |                                     |  |  |       |  |  |                            |  |  |                        |  |
| Giovanni Antonio I di Eggenberg      | Giovanni Ulrico di Eggenberg |                                                  |                                     |  |  |       |  |  |                            |  |  |                        |  |
|                                      |                              | Maria Sidonia von Thannhausen                    | Konrad von Thannhausen              |  |  |       |  |  |                            |  |  |                        |  |
|                                      |                              | Maria Sidonia von Thannhausen                    | Konrad von Thannhausen              |  |  |       |  |  |                            |  |  |                        |  |
|                                      |                              | Maria Sidonia von Thannhausen                    | Dorothea von Teuffenbach            |  |  |       |  |  |                            |  |  |                        |  |
| Maria Elisabetta di Eggenberg        |                              | Maria Sidonia von Thannhausen                    |                                     |  |  |       |  |  |                            |  |  |                        |  |
|                                      |                              | Cristiano di Brandeburgo-Bayreuth                | Giovanni Giorgio di Brandeburgo     |  |  |       |  |  |                            |  |  |                        |  |
|                                      |                              | Cristiano di Brandeburgo-Bayreuth                | Giovanni Giorgio di Brandeburgo     |  |  |       |  |  |                            |  |  |                        |  |
|                                      |                              | Cristiano di Brandeburgo-Bayreuth                | Elisabetta di Anhalt-Zerbst         |  |  |       |  |  |                            |  |  |                        |  |
| Anna Maria di Brandeburgo-Bayreuth   |                              | Cristiano di Brandeburgo-Bayreuth                |                                     |  |  |       |  |  |                            |  |  |                        |  |
|                                      |                              | Maria di Hohenzollern                            | Alberto Federico di Prussia         |  |  |       |  |  |                            |  |  |                        |  |
|                                      |                              | Maria di Hohenzollern                            | Alberto Federico di Prussia         |  |  |       |  |  |                            |  |  |                        |  |
|                                      |                              | Maria di Hohenzollern                            | Maria Eleonora di Jülich-Kleve-Berg |  |  |       |  |  |                            |  |  |                        |  |
|                                      |                              | Maria di Hohenzollern                            |                                     |  |  |       |  |  |                            |  |  |                        |  |